# Aeroportul Teniente Coronel Luis a Mantilla
Aeroportul Teniente Coronel Luis a Mantilla (IATA: TUA, ICAO: SETU) este un aeroport din Tulcán, Carchi Province⁠(d), Ecuador.
Situat la o altitudine de 2.941 m, aeroportul dispune de o singură pistă.